# Chlorissa malescripta
Chlorissa malescripta là một loài bướm đêm trong họ Geometridae.